# Scream 4
Scream 4, reso graficamente come SCRE4M, è un film del 2011 diretto da Wes Craven, qui al suo ultimo lavoro da regista prima della sua morte avvenuta nel 2015.
Uscito nelle sale cinematografiche statunitensi e italiane il 15 aprile 2011, il film registrò buoni incassi al botteghino, coprendo buona parte delle spese di produzione già al weekend d'esordio. Anche il responso della critica fu mediamente positivo.

## Trama
Woodsboro, Ottobre 2011. Dopo oltre quindici anni dagli omicidi originali, Sidney Prescott è diventata un'autrice di manuali di auto-aiuto e per pubblicizzare il suo ultimo libro, Fuori dall'oscurità, compie un tour promozionale, la cui ultima tappa la riporta alla sua città natale: Woodsboro. Qui ritrova lo sceriffo Linus Riley e Gale Weathers, ora sposati, e riallaccia i rapporti con la zia materna Kate Roberts e la giovane cugina Jill, che frequenta il liceo locale. Con il ritorno di Sidney, tornano a Woodsboro anche gli efferati omicidi di Ghostface, che dopo oltre un decennio sconvolgono nuovamente la tranquilla cittadina californiana.
Dopo il massacro di due liceali, Jenny Randall e Marnie Cooper, Linus avvia le indagini per dare la caccia al nuovo serial killer con l'aiuto della giovane vice-sceriffo Judy, infatuata del suo superiore. Gale vorrebbe parteciparvi da vicino, ritrovando lo spirito dei vecchi tempi, ma poiché il marito sente il peso della carica che ricopre, viene tenuta lontana dalle attività della polizia. Intanto, Jill e le sue amiche Kirby e Olivia ricevono delle telefonate minatorie da Ghostface che tendono a sottovalutare, mentre il cellulare utilizzato dall'assassino viene trovato nell'automobile di Sidney. Linus decide quindi di tenere due agenti di guardia davanti all'abitazione di Sidney e Jill, tuttavia la prossima vittima designata dal killer si rivela essere Olivia, che vive poco distante dalla casa dei Roberts. Ricomincia quindi l'incubo di Sidney: come dieci anni prima, ogni persona a lei vicina finisce per essere uccisa. La quarta vittima è proprio la sua assistente Rebecca.
Nel frattempo, Gale non accetta la decisione del marito, e decide comunque di condurre delle indagini per proprio conto per cercare di identificare e fermare il serial killer. Per cercare di anticipare le mosse dell'assassino partecipa a una festa presso un fienile isolato, dove gli studenti celebrano l'uscita dell'ultimo film della saga Squartati con una maratona dei capitoli precedenti. Qui, notando delle telecamere nascoste, scopre che il killer sta filmando i suoi omicidi e dopo aver avvisato Linus finisce per essere aggredita da Ghostface. Grazie al tempestivo arrivo del marito l'omicida viene messo in fuga, ma Gale rimane comunque ferita ad una spalla e dovrà essere ricoverata in ospedale. La notte seguente, Sidney scopre che Jill, probabilmente impaurita, è scappata di casa. Immediatamente dopo viene raggiunta da Ghostface che, dopo aver ucciso i due agenti di guardia, Anthony Perkins e Ross Hoss, aggredisce anche lei e sua zia Kate. Sidney riesce a salvarsi, mentre Kate sarà invece la settima vittima. Dopo aver rassicurato Linus delle sue condizioni, Sidney si mette quindi in cerca di Jill, raggiungendo l'abitazione di Kirby. Qui sono presenti Charlie con il suo migliore amico, entrambi cinefili, Robbie, Jill e l'ex ragazzo Trevor, attirato sul posto da un finto messaggio del killer, che sta portando avanti una sorta di remake dei fatti narrati in Scream. I ragazzi vengono infatti aggrediti uno ad uno: Robbie è il primo a morire.
Arrivata sul posto, Sidney nasconde Jill al sicuro e si rifugia con Kirby in una stanza chiusa a chiave. All'esterno vedono Charlie venire aggredito e legato a una sedia, con il killer che chiede a Kirby di rispondere a delle domande sui film horror, proprio come all'inizio degli avvenimenti di Scream. La ragazza sembra indovinare tutte le risposte, ma quando va a liberare Charlie, questo l'accoltella, per poi aggredire anche Sidney. La protagonista cerca di scappare, ma viene bloccata da Ghostface, che si svela essere Jill. Gli assassini sono quindi anche in questo caso due: Charlie e Jill. Quest'ultima, stanca di vivere sotto l'ombra della cugina, ha pianificato tutto per risultare l'unica sopravvissuta e ricevere l'attenzione mediatica avuta da Sidney negli ultimi dieci anni: spara simulando un'autodifesa a Trevor, colui che dovrebbe risultare il killer, uccide anche il suo complice Charlie e accoltella Sidney, per poi auto-infliggersi delle ferite in modo da far sembrare il tutto credibile. Il suo piano sembra funzionare, ma dopo essere stata portata in ospedale commette un errore: parlando con Linus, andato per portarle conforto, esprime il desiderio di scrivere un libro su quanto accaduto con Gale, nella quale si identifica grazie alla stessa ferita alla spalla che entrambe hanno riportato, particolare che però la ragazza, in teoria, non poteva sapere. Inoltre scopre che Sidney è gravemente ferita, ma ancora viva e si trova in un'altra stanza dell'ospedale.
Linus non comprende subito l'errore commesso da Jill, ma se ne accorge dopo aver parlato con la moglie, ricoverata nello stesso ospedale. Avendo capito quindi il piano organizzato da Jill, si precipita nella stanza di Sidney con la convalescente Gale, dove le due cugine stanno già avendo una colluttazione. Gale, Linus e la vice-sceriffo Judy, accorsa anche lei sul posto dopo essere stata avvisata dal suo capo, fermeranno Jill, che finirà uccisa per mano della cugina, mentre è ormai al centro dell'attenzione dei media che la elogiano come eroina, ancora inconsapevoli degli eventi appena conclusi nell'ospedale.

### Le nuove regole
Come avvenuto all'interno dei primi tre film, anche in Scream 4 vengono citate delle regole utili per sopravvivere in un film slasher, in questa occasione rivolte a quelli di nuova generazione. Mentre nei primi tre film le regole erano dettate dal personaggio di Randy Meeks, interpretato da Jamie Kennedy; in Scream 4 gli esperti di cinema sono Charlie Walker e Robbie Mercer, interpretati da Rory Culkin e Erik Knudsen, che spiegano come adesso le regole, in particolare quelle dei remake slasher, siano cambiate:
- Mentre nei film originali per sopravvivere era necessario non avere rapporti sessuali, ora anche i/le vergini possono morire, mentre i gay sopravvivono sempre.
- L'inaspettato è il nuovo cliché, con gli omicidi che diventano più estremi.
- Il remake va oltre l'originale e si adatta alle novità: l'assassino filma i suoi omicidi per pubblicarli online.

## Personaggi

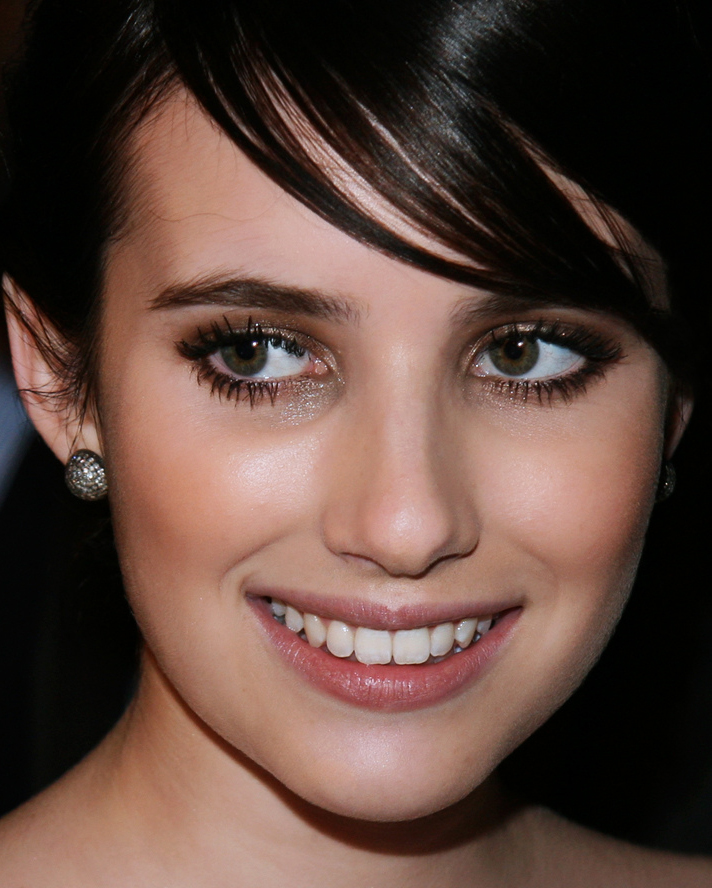
Emma Roberts interpreta
Jill Roberts

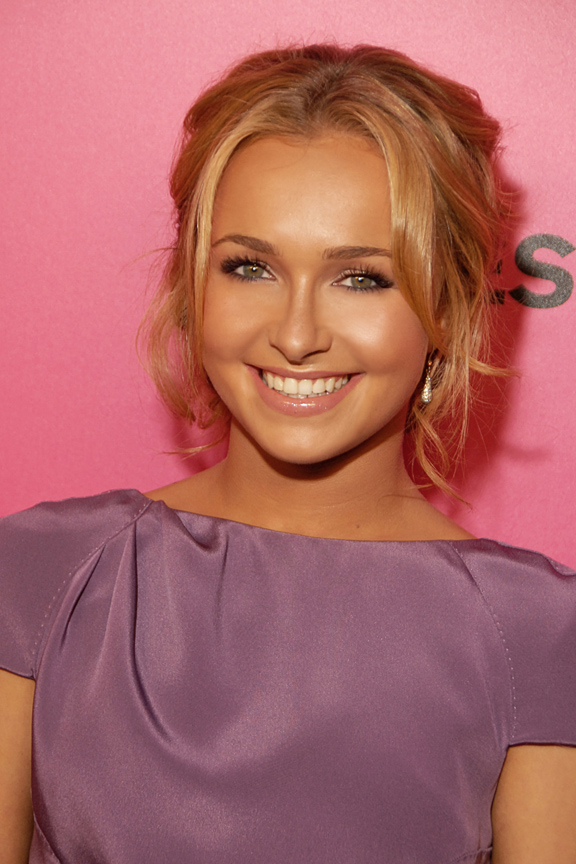
Hayden Panettiere interpreta Kirby Reed

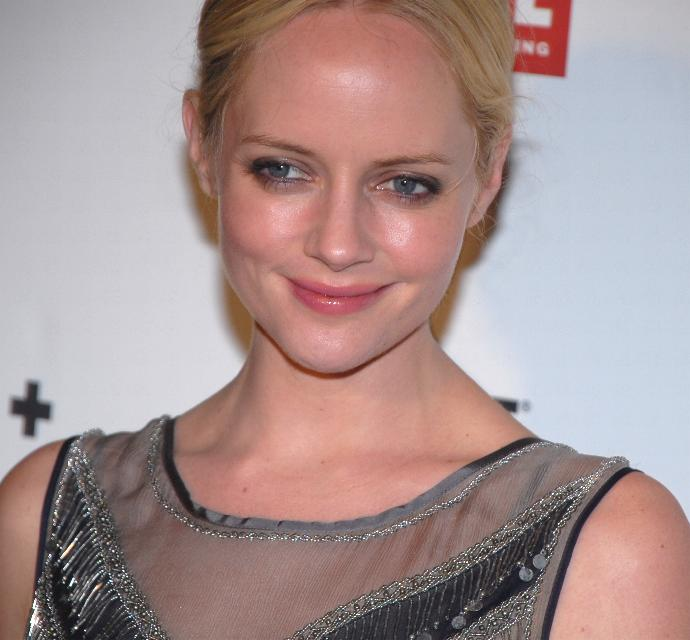
Marley Shelton interpreta il vice-sceriffo Judy Hicks

- Sidney Prescott, interpretata da Neve Campbell e doppiata da Laura Lenghi:
Protagonista del film. È il principale bersaglio del serial killer Ghostface negli omicidi che hanno sconvolto Woodsboro un decennio fa. Tornata nella città natale per promuovere il suo nuovo libro "Fuori dall'oscurità", ora si ritrova nuovamente a dover lottare contro il serial killer.
- Linus Riley, interpretato da David Arquette e doppiato da Oreste Baldini:
è lo sceriffo di Woodsboro. Già poliziotto ai tempi degli efferati omicidi di 10 anni prima, ora vive nella stessa cittadina sposato con la giornalista Gale Weathers. Nella versione originale il suo nome non è Lenny "Linus" Riley, ma Dwight "Dewey" Riley.
- Gale Weathers-Riley, interpretata da Courteney Cox e doppiata da Cinzia De Carolis:
è la moglie dello sceriffo Linus, nonché giornalista che ha già seguito tutti gli omicidi di Ghostface del passato. Grazie ai suoi libri è stata prodotta una saga cinematografica ispirata a tali delitti: Squartati.
- Jill Roberts, interpretata da Emma Roberts e doppiata da Letizia Ciampa:
è la cugina di Sidney Prescott, che sembra essere una delle vittime designate dal serial killer ma si rivelerà essere un efferata assassina e manipolatrice.
- Kirby Reed, interpretata da Hayden Panettiere e doppiata da Chiara Gioncardi:
è una delle migliori amiche di Jill. Nel terzo atto della pellicola verrà pugnalata due volte allo stomaco da Charlie e verrà lasciata sanguinante sul pavimento. Nel finale della pellicola non comparirà facendo presumere che sia morta. In Scream (film 2022), sequel diretto del quarto capitolo, durante un easter egg verrà rivelato che Kirby è in realtà sopravvissuta, tanto che nel sesto capitolo compare nuovamente.
- Ghostface, doppiato da Roger L. Jackson nella versione originale e da Carlo Valli in quella italiana:
Antagonista del franchise è il misterioso serial killer che torna a sconvolgere la cittadina di Woodsboro dopo 10 anni. Il suo nome è dovuto alla particolare maschera bianca indossata, che ricorda L'urlo di Edvard Munch.
- Olivia Morris, interpretata da Marielle Jaffe e doppiata da Veronica Puccio:
è una delle migliori amiche di Jill.
- Charlie Walker, interpretato da Rory Culkin e doppiato da Flavio Aquilone:
è un compagno di scuola di Jill, geek appassionato di cinema.
- Robbie Mercer, interpretato da Erik Knudsen e doppiato da David Chevalier:
è un compagno di scuola di Jill, geek appassionato di cinema.
- Trevor Sheldon, interpretato da Nico Tortorella e doppiato da Paolo Vivio:
è l'ex ragazzo di Jill, di cui è ancora innamorato e pertanto tenta di riconquistarla.
- Marnie Cooper, interpretata da Brittany Robertson:
studentessa della stessa scuola frequentata da Jill, è una delle prime vittime di Ghostface.
- Jenny Randal, interpretata da Aimee Teegarden e doppiata da Roberta De Roberto:
studentessa della stessa scuola frequentata da Jill, viene uccisa insieme a Marnie all'inizio del film.
- Kate Roberts, interpretata da Mary McDonnell:
è la zia di Sidney e madre di Jill.
- Rebecca Walters, interpretata da Alison Brie e doppiata da Antonella Baldini:
è l'assistente personale di Sidney.
- Judy Hicks, interpretata da Marley Shelton e doppiata da Perla Liberatori:
è la vice-sceriffo della stazione di polizia di Woodsboro, infatuata del suo superiore Linus.
- Anthony Perkins, interpretato da Anthony Anderson e doppiato da Fabrizio Vidale:
è un poliziotto della stazione di polizia di Woodsboro.
- Ross Hoss, interpretato da Adam Brody e doppiato da Gianfranco Miranda:
è un poliziotto della stazione di polizia di Woodsboro.
- Trudie Harrold, interpretata da Shenae Grimes e doppiata da Francesca Manicone:
è una delle protagoniste dell'ultimo film della saga fittizia Squartati.
- Sherrie Marconi interpretata da Lucy Hale:
è una delle protagoniste dell'ultimo film della saga fittizia Squartati.
- Chloe Garrett, interpretata da Kristen Bell:
è una delle protagoniste dell'ultimo film della saga fittizia Squartati.
- Rachel Milles, interpretata da Anna Paquin:
è una delle protagoniste dell'ultimo film della saga fittizia Squartati.

## Produzione

### Sviluppo
Dopo le voci diffuse nel corso del 2008, che volevano il titolare della Dimension Films Bob Weinstein in trattativa con Wes Craven e parte dei protagonisti della trilogia di Scream per la produzione di un nuovo sequel, nel mese di giugno 2009 lo stesso regista e produttore Wes Craven confermò la produzione di una nuova trilogia per continuare la saga cinematografica. Si tratta del quarto film della serie cinematografica slasher Scream. Originariamente doveva essere una trilogia, ma dopo oltre nove anni dall'uscita del terzo film, nel giugno 2009, i produttori annunciarono la produzione di una nuova trilogia per continuare la serie. La saga di Scream si contraddistingue per le sue particolari storie horror che mescolano farsa e tragedia, sangue e risate, paura e parodia. Mentre nella trilogia originale si esorcizzavano i demoni di una generazione che confondeva la realtà con la finzione, dieci anni dopo, Scream 4 ironizza sulla gioventù moderna, ormai abituata a violenza e omicidi di ogni genere e sempre più attratta dal sangue e dalla visibilità mediatica.
Scream 4, più che un sequel, si propone come un remake del primo film della saga: una versione aggiornata all'epoca di internet e dei suoi social network.
Scritto da Kevin Williamson, è incentrato sul ritorno di Sidney Prescott nella cittadina di Woodsboro, dove ritroverà Linus e Gale, ora sposati. Ma oltre ad amici e familiari, ad attenderla ci saranno anche gli efferati omicidi del serial killer Ghostface, che prenderà di mira gli studenti del liceo di Woodsboro, frequentato dalla sua giovane cugina Jill.
Il budget per la produzione del film fu di circa 40 milioni di dollari.

### Regia
La regia fu affidata a Wes Craven, confermato nel mese di marzo 2010. Craven spiegò che, una volta deciso di produrre un nuovo sequel, bisognava tornare con qualcosa per cui ne valesse la pena, che fosse all'altezza della trilogia originaria, sottolineando gli elevati standard imposti da quest'ultima. Secondo Craven, infatti, Scream 4 si rivolge sia ad una nuova generazione di fan, che a tutti coloro che hanno già visto i primi tre film e tutti gli altri horror usciti nel corso del successivo decennio.
Dopo la fine della fase di montaggio, Craven, commentando alcuni cambiamenti alla sceneggiatura voluti dalla casa di produzione, si mostrò amareggiato del fatto che furono apportate modifiche al progetto originario, anche se assicurò che il soggetto, le idee e i temi rimasero gli originali previsti da Williamson. Inoltre, ha giudicato «affascinanti» le idee di Williamson per un potenziale sviluppo di un quinto e di un sesto film.

### Sceneggiatura

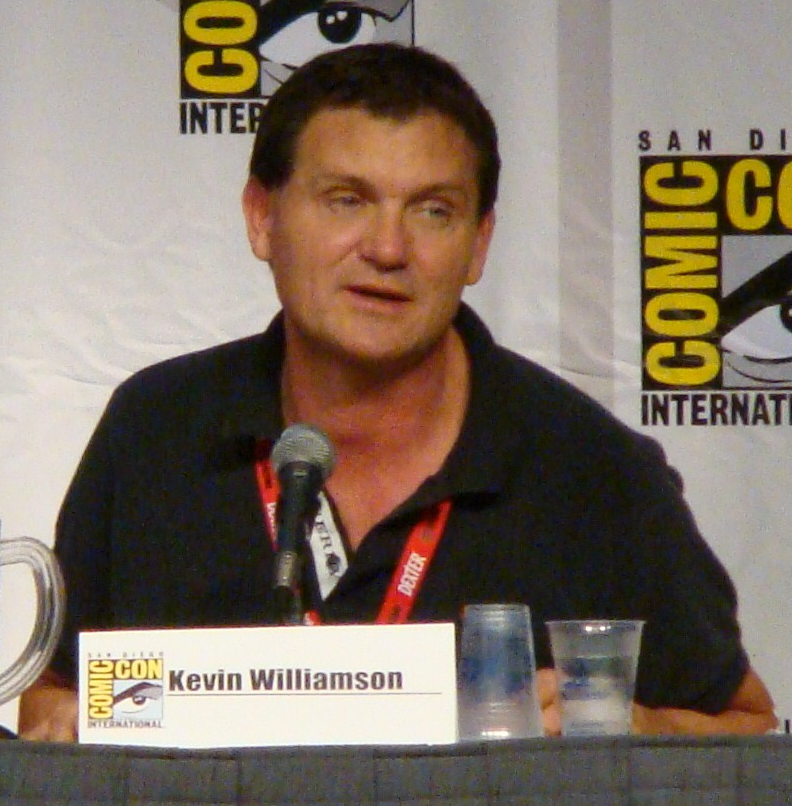
Kevin Williamson, autore della sceneggiatura

Come per i precedenti film, la sceneggiatura fu scritta da Kevin Williamson. L'autore e produttore statunitense è stato il primo che iniziò a lavorare all'idea di produrre Scream 4. In un'intervista raccontò che un giorno iniziò a pensare come poteva essere ripresa la storia della trilogia, e dopo aver abbozzato una trama generale in cui si delineava lo stato attuale del personaggio di Sidney, e coloro che dovevano morire e sopravvivere nel film, decise di presentare il progetto al produttore Bob Weinstein, che gli commissionò la scrittura di una sceneggiatura completa. Williamson nel frattempo aveva già un contratto con la Warner Bros., in quanto autore e produttore esecutivo della serie televisiva The Vampire Diaries; perciò è stato costretto ad un doppio lavoro, cercando di ottenere il meglio da entrambi i progetti. Il suo rapporto con Bob Weinstein durava da sedici anni, ma durante la fase di produzione non mancarono disaccordi e momenti di tensione tra i due, tanto che poco dopo l'inizio delle riprese si diffusero voci su un possibile rimpiazzo di Williamson da parte di Ehren Kruger, già coinvolto nella produzione di Scream 3. Williamson stesso confermò tali attriti, dovuti, a suo dire, alla forte passione che mettono nel loro lavoro e alla voglia di curare al meglio ogni dettaglio.
In una prima versione della sceneggiatura, era previsto che Gale e Linus avessero avuto un bambino, cosa che avrebbe complicato troppo le riprese; mentre nella sequenza d'apertura doveva essere mostrata Sidney che veniva aggredita da Ghostface, due anni prima dei fatti narrati nel film. Ciò secondo Williamson avrebbe rallentato molto il ritmo, quindi fu eliminata. Complessivamente la sceneggiatura di Scream 4 è lunga 140 pagine, ma inizialmente agli attori furono mostrate solo le prime 75, in modo da farli recitare tutti come potenziali colpevoli, proteggendo l'identità del serial killer anche da eventuali fughe di notizie. Quest'ultimo aspetto fu curato con molta attenzione dai produttori, tanto che i provini si svolsero usando la sceneggiatura di Scream.

### Cast

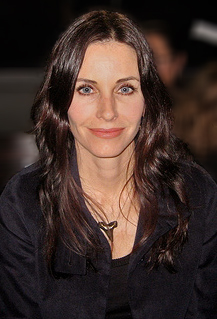
Courteney Cox interpreta Gale Weathers

Nell'estate 2009 fu confermata la partecipazione degli attori Neve Campbell, David Arquette e Courteney Cox, già protagonisti nei primi tre film della saga. David Arquette, sposato con Courteney Cox sia nel film che nella vita reale, dichiarò di essersi molto divertito ad interpretare il personaggio di Linus, in quanto mette in risalto la sua attitudine alla commedia e in parte rispecchia la sua personalità. Neve Campbell affermò che Wes Craven è il miglior regista con il quale abbia lavorato, anche se la prima volta che gli proposero di fare un nuovo film fu riluttante ad accettare. Wes Craven, commentando i rapporti con i tre attori con cui aveva già lavorato nella prima trilogia, disse che tutti insieme sono come una famiglia. «Credo di sapere come ottenere il meglio da loro, e grazie a loro anch'io do il meglio di me» dichiarò il celebre regista.
Nel mese di maggio 2010 fu ingaggiata l'attrice Emma Roberts per interpretare Jill Roberts, giovane cugina di Sidney Prescott. L'attrice spiegò che Scream, visto per la prima volta all'età di 15 anni, è uno dei suoi film preferiti ed è stato «incredibile» ritrovarsi cinque anni dopo sul set del quarto film. Affermò anche di essersi trovata molto bene con il resto del cast, compresi Neve Campbell, David Arquette e Courteney Cox, con i quali, nonostante la differenza d'età andò molto d'accordo sia all'interno che fuori dal set.
Nello stesso mese entrò nel cast anche Hayden Panettiere per interpretare la migliore amica di Jill, Kirby Reed. Hayden dichiarò che far parte del cast fu una sfida «non solo fisica, ma anche mentale», apprezzando il metodo di lavoro «molto rilassato» del regista.
Il casting si completò nel mese di giugno, con l'ingresso di Nico Tortorella per il ruolo di Trevor Sheldon, Rory Culkin per interpretare l'amico di Jill Charlie Walker, Adam Brody e Anthony Anderson per i ruoli dei poliziotti Hoss e Perkins, Marley Shelton per il ruolo del vice-sceriffo Judy Hicks, Erik Knudsen per il ruolo di Robbie, Marielle Jaffe per il ruolo di Olivia, Mary McDonnell per interpretare la zia di Sidney Kate Roberts e Alison Brie per il ruolo dell'assistente personale di Sidney, Rebecca. In alcuni cameo appaiono nel film anche Anna Paquin, Kristen Bell, Shenae Grimes e Lucy Hale.
Inizialmente erano state reclutate nel cast anche Lake Bell e Lauren Graham, ma entrambe furono poi sostituite a causa di incompatibilità con la programmazione delle riprese e nel caso di Lauren Graham anche per i cambiamenti apportati alla sceneggiatura, che originariamente prevedeva molto più spazio per il personaggio che doveva interpretare, la zia di Sidney Prescott.

### Riprese

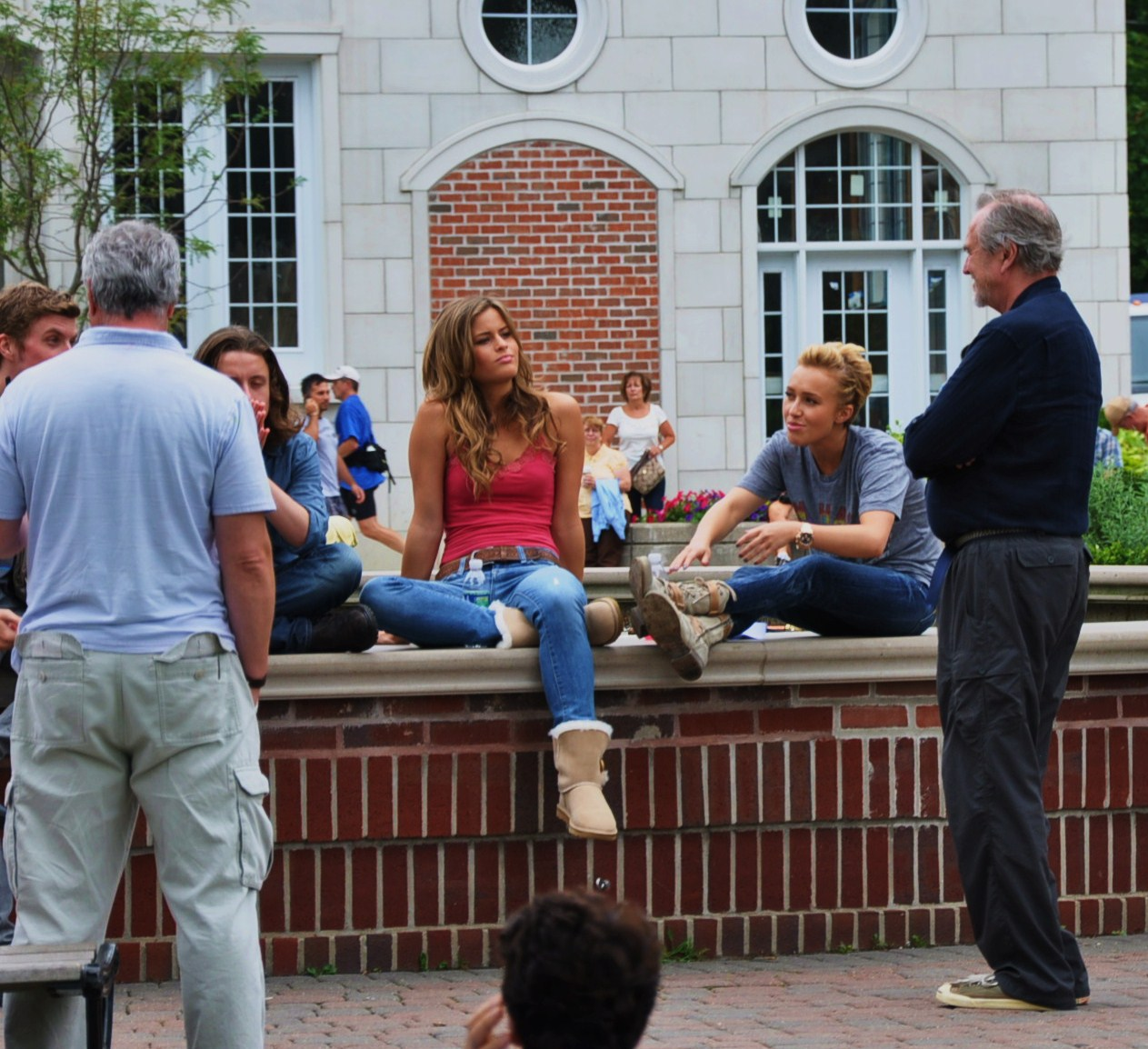
Immagine da un set del film

Le riprese si svolsero dal 28 giugno al 22 settembre 2010 presso le città del Michigan di Ann Arbor, Detroit, Northville, Livonia, Plymouth e Dearborn. Nel mese di gennaio 2011, dopo un primo test screening, Craven e Weinstein decisero di rifare due scene con Aimee Teegarden e Alison Brie, che dovettero ritornare sul set per quattro giorni aggiuntivi, dal 31 gennaio al 3 febbraio. Wes Craven spiegò che anche le scene originali erano buone e andavano bene, ma quando si accorsero che costituivano un punto chiave della trama, decisero di tornare sul set per renderle «spettacolari».

### Fotografia
Il direttore della fotografia di Scream 4 è lo stesso dei primi tre film: Peter Deming. Wes Craven ebbe occasione di definirlo «la spina dorsale del film, colui che è riuscito a dare al film il suo aspetto intenso e straordinario». Il suo lavoro fu apprezzato anche dalla critica. Furono usate lenti anamorfiche Panavision, mentre il processo di finitura digitale utilizzato fu Digital Intermediate con una risoluzione 2K. In un'intervista Wes Craven svelò che non è mai stato preso in considerazione di girare il film in 3D e che anche gli eventuali sequel sarebbero continuati ad essere in 2D.

### Montaggio
La fase di montaggio fu curata da Peter McNulty. Tra le scene che furono tagliate o modificate, per poi essere incluse nei dischi home video, sono presenti:
- Nella prima parte del film, fu modificato l'ordine in cui Jenny e Marnie vengono uccise da Ghostface.
- Nelle scene in cui lo sceriffo Linus si reca a casa delle prime due vittime, fu tagliata una sequenza particolarmente sanguinolenta che mostrava il corpo di Marnie pendere dal soffitto, il cadavere di Jenny legato ad una sedia e la frase "qual è il tuo film horror preferito" scritta col sangue delle ragazze sulla parete.
- La parte in cui Rebecca viene inseguita da Ghostface nel parcheggio, in gran parte rigirata, in origine vedeva la donna fuggire verso l'uscita dopo un urto tra le macchine che faceva risuonare gli allarmi.

### Effetti speciali
Nel film si fa un largo uso di immagini generate al computer (CGI), usate per la prima volta nella storia della saga. Ad esempio, mentre nei primi film Ghostface usa un coltello con lama retrattile, in Scream 4 usa solo il manico, mentre la lama viene generata al computer. Supervisori di tali effetti visivi sono stati Jon Cowley della Prime Focus e Jamison Scott Goei.
Gli effetti speciali furono invece curati da Ron Bolanowski.

## Colonna sonora
Le musiche del film furono curate da Marco Beltrami. Beltrami spiegò di aver lavorato con i temi musicali dell'originale Scream adattandoli al nuovo film; in tal modo Scream 4 mantiene lo spirito della trilogia originale anche dal punto di vista musicale. Le musiche che accompagnano il personaggio dello sceriffo Linus e dei suoi aiutanti richiamano in chiave ironica lo stile chitarristico degli sceriffi del selvaggio west di Ennio Morricone. Il tema del personaggio di Sidney sottolinea invece la natura inquietante di ciò che viene mostrato sullo schermo, ottenuto utilizzando voci corali femminili. Per il resto la musica è finemente scelta per aumentare intenzionalmente il senso di tensione, con i momenti più intensi sottolineati dall'uso di corde o percussioni improvvise.
La colonna sonora originale, intitolata Scream 4: Original Motion Picture Soundtrack, fu distribuita su CD a partire dal 12 aprile 2011 a cura della Lakeshore Records e contiene i seguenti brani:
1. Something To Die For (The Sounds) - 3:42
2. Bad Karma (Ida Maria) - 2:55
3. Cup Of Coffee (The Novocaines) - 1:30
4. Make My Body (The Chain Gang Of 1974) - 3:37
5. Don't Mess With The Original (Marco Beltrami) - 3:33
6. Yeah Yeah Yeah (The Sounds) - 3:31
7. Run For Your Life (6 Day Riot) - 2:32
8. Axel F (Raney Shockne) - 3:01
9. On Fire (Locksley) - 1:54
10. Devils (Say Hi) - 2:20
11. Denial (Stereo Black) - 3:43
12. Jill's America (Marco Beltrami) - 3:26

Il 19 aprile 2011 la Varese Sarabande pubblicò un secondo album che racchiude esclusivamente le musiche create da Marco Beltrami, composto da ventuno brani:
1. You're Not Real - 5:44
2. Dewey In The Morning - 0:29
3. Cheating On My Diet / Woodsboro 2010 - 2:50
4. When You Let Someone Go - 1:36
5. It's My Rental - 1:35
6. You Were Busy - 1:09
7. Which Closet? - 4:32
8. Working Together - 1:24
9. You Are The Message - 3:14
10. Everything's Under Control - 1:18
11. I Know How You Feel - 2:30
12. Cameras Obscured - 1:33
13. Gail and Ghostface - 1:05
14. Don't Spoil It - 4:27
15. The After Party - 2:47
16. I Got It Right - 3:58
17. Your Ingenue Days Are Over - 5:45
18. The After-After Party - 3:16
19. Touch and Go - 2:52
20. Don't Spoil It, Part 2 - 3:57
21. Sid's Advice - 5:41

## Distribuzione
(Tagline originale del film e la sua versione italiana.)

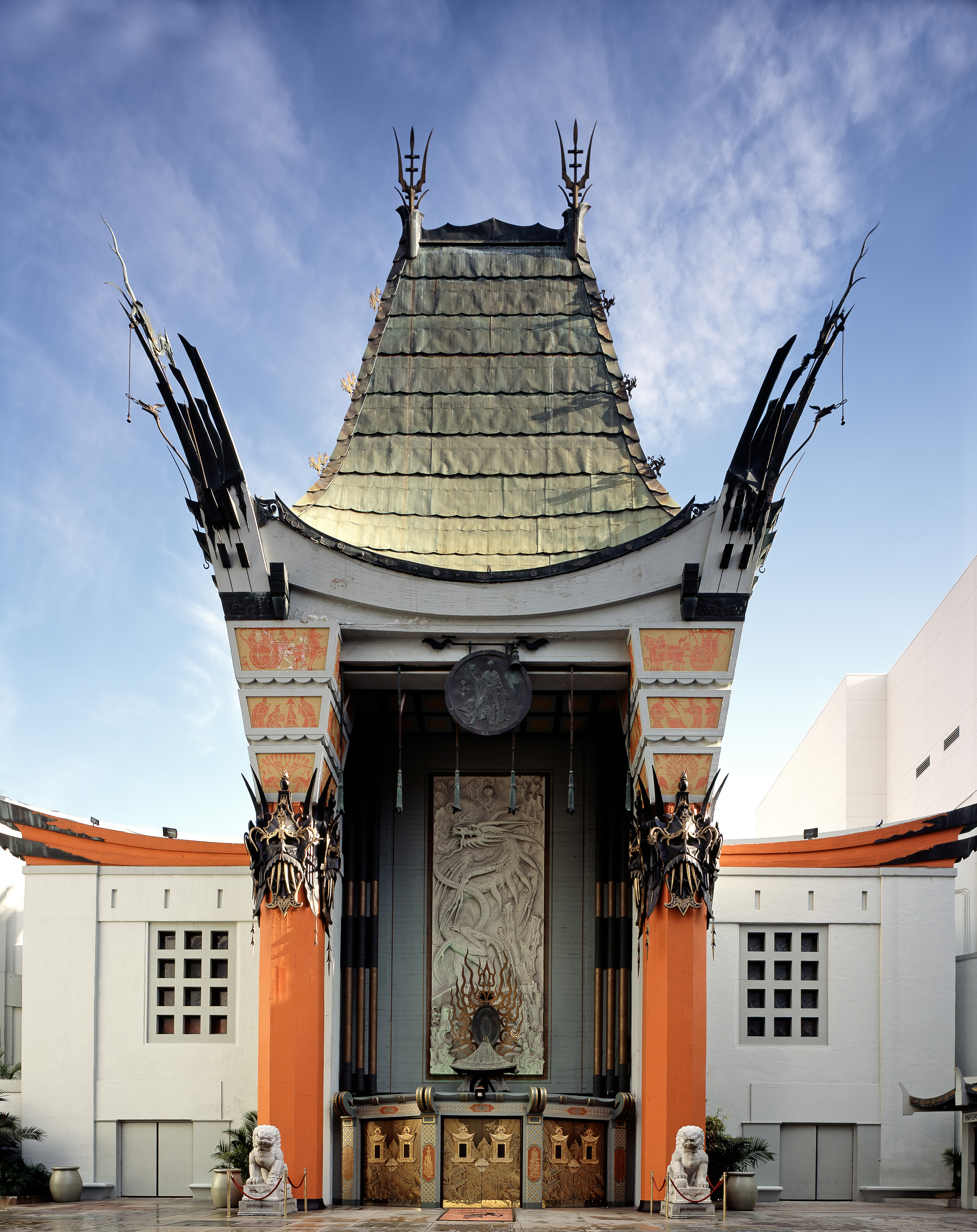
Il Grauman's Chinese Theatre ha ospitato l'anteprima mondiale del film

Il primo trailer fu presentato durante la cerimonia degli Scream Awards 2010, il 16 ottobre a Los Angeles. L'11 aprile 2011 avvenne una proiezione in anteprima al Grauman's Chinese Theatre di Hollywood, con la presenza di tutti i principali attori facenti parte del cast.
Il film fu distribuito nelle sale statunitensi a partire dal 15 aprile 2011. Nello stesso giorno il film uscì in contemporanea anche in diversi altri paesi, Italia compresa.

### Date di uscita
Le date di uscita internazionali nel corso del 2011 furono:
- 13 aprile in Belgio e Francia
- 14 aprile in Australia, Danimarca, Grecia, Hong Kong, Israele (Tze'aka 4), Kazakistan, Malaysia, Nuova Zelanda, Paesi Bassi, Russia (Крик 4), Repubblica Ceca (Vrískot 4), Ucraina (Крик 4) e in Ungheria (Sikoly 4)
- 15 aprile in Brasile (Pânico 4), Bulgaria (ðÉÓßË 4), Canada, Cipro, Colombia, Estonia, Finlandia, India, Italia, Lettonia, Lituania (Klyksmas 4), Messico, Pakistan, Polonia (Krzyk 4), Regno Unito, Romania, Singapore, Svezia, Stati Uniti d'America e Turchia (Çığlık 4)
- 16 aprile in Taiwan (奪命狂呼4)
- 20 aprile in Islanda (Öskrið 4), Norvegia (Skrik 4) e in Spagna
- 21 aprile in Portogallo (Gritos 4) e in Thailandia
- 27 aprile in Egitto
- 28 aprile in Argentina
- 4 maggio nelle Filippine
- 5 maggio in Austria, Emirati Arabi Uniti (سكريم 4) e in Germania
- 12 maggio in Libano
- 26 maggio in Kuwait
- 9 giugno in Corea del Sud
- 16 giugno in Cile
- 16 giugno in Uruguay
- 8 luglio in Sudafrica
- 28 luglio in Perù e in Slovacchia
- 29 ottobre in Giappone (スクリーム4: ネクスト・ジェネレーション, titolo inglese: Scream 4: Next Generation)

### Divieti
Il film fu distribuito in Italia con il visto censura "per tutti" e quindi senza alcun divieto (subendo però diversi tagli durante le scene degli omicidi, soprattutto sui corpi mutilati delle vittime, creando di fatto una censura alla pellicola), a differenza di quanto avvenuto invece in altri paesi: in Malaysia la visione del film fu vietata ai minori di 18 anni; negli Stati Uniti ai minori di 17 anni non accompagnati; in Svizzera, Irlanda, Singapore, Paesi Bassi e Nuova Zelanda ai minori di 16 anni; in Brasile e Portogallo ai minori di 16 anni non accompagnati; nel Regno Unito e in Australia ai minori di 15 anni; in Norvegia ai minori di 15 anni non accompagnati; in Canada ai minori di 14 anni non accompagnati; nelle Filippine ai minori di 13 anni; mentre in Messico la visione è stata sconsigliata ai minori di 15 anni.

### Edizioni home video
Nel mercato home video l'edizione originale fu distribuita su DVD e Blu-ray Disc dall'8 agosto 2011 nel Regno Unito (codice regione B/2) a cura della Entertainment Film Distributors, e dal 4 ottobre dello stesso anno nel Nordamerica (codice regione A/1) dalla Anchor Bay Entertainment in collaborazione con la The Weinstein Company. In Italia, il film è stato distribuito (nella sua versione censurata), dal 19 ottobre 2011, a cura della Moviemax, della Mhe Ideal Entertainment e della Mondo Home Entertainment.
Il cofanetto contiene, oltre al film, i trailer, il making of, una sequenza iniziale alternativa, la versione estesa del finale, le scene tagliate e una gag reel.

## Accoglienza

### Incassi
Durante il week-end d'esordio nelle sale statunitensi il film incassò 18.692.090 dollari. Nonostante per qualsiasi altro film le cui spese sono ammontate a 40 milioni di dollari si possa considerare una buona partenza, gli esperti del settore si aspettavano di più dalla nuova opera di Wes Craven, che nei primi giorni di programmazione si è classificata seconda al botteghino, dietro al film d'animazione Rio, esordito nello stesso giorno. Scream 4 fu uno dei film più visti anche nel resto del mondo: durante la prima settimana di proiezione si è classificò primo nel Regno Unito, secondo in Francia e Brasile, terzo in Messico, quarto in Australia e quinto in Italia.
Complessivamente, Scream 4 ha incassato 38.180.928 dollari negli USA e 58.957.758 dollari nel resto del mondo, per un totale di 97.138.686 dollari.

### Critica
Sul sito di recensioni Rotten Tomatoes raggiunge un indice di gradimento del 61% basato su 190 recensioni. Su Metacritic ha un punteggio di 52 su 100 basato su 32 recensioni.
Betsy Sharkey sul Los Angeles Times elogiò la sceneggiatura di Kevin Williamson, definita all'altezza della trilogia originale di Scream. Secondo il quotidiano californiano uno dei punti forti della saga è rappresentato dal fatto che ogni personaggio è sospettato di essere il serial killer finché non diviene anche lui una vittima. La critica statunitense apprezzò anche i numerosi riferimenti ad altri film, definiti «brillanti». Anche il Miami Herald apprezzò il lavoro di Williamson, definendo la sceneggiatura scorrevole e i personaggi coinvolgenti. Richard Corliss sul TIME, come molti altri critici, sottolineò come il film appartenga ad un mondo tutto suo, racchiudendo un'auto-ironia e un'auto-critica tale da rendere superflua qualsiasi recensione. Il settimanale newyorchese, che giudicò il film «molto buono», gradì la fotografia di Peter Deming: anche se non rievoca Gregg Toland, seppe creare un'ideale atmosfera di tensione.
Un giudizio mediamente positivo arrivò anche da Entertainment Weekly, secondo cui il film richiama fortemente l'originale Scream del 1996. Roger Ebert sul Chicago Sun-Times invece fece notare come il film sia molto poco realistico e di come offra esattamente quanto ci si aspetta: una serie di vittime accoltellate e sviscerate con uno sfondo ironico. Il critico assegnò due stelle su quattro. Stessa valutazione effettuata da USA Today, secondo il quale il film non sarebbe stato il più spaventoso dell'anno ma il più auto-referenziale. Per il New York Times il sostituire il valore della narrazione e della suspense con quello dell'ironia, come avvenuto nella trilogia originale, sapeva ormai di vecchio. Anche per il Boston Globe il film ricalca molto gli originali, tanto da renderlo quasi inutile. Il quotidiano di Boston definì il personaggio di Sidney Prescott come uno dei più strani della storia del cinema americano, mentre tra i tanti giovani attori celebri presenti nel cast apprezzò l'interpretazione di Hayden Panettiere. Il sito Film.com apprezzò i dialoghi intelligenti, il ritmo vivace e la musica frenetica, giudicando la pellicola «non male». Secondo il Denver Post Scream 4 non raggiunge la qualità dell'originale film del 1996, ma rimane comunque un gradino sopra molti altri riavvii di saghe slasher. Sul sito aggregatore di recensioni Metacritic il film ottenne un punteggio di 52/100.
Nel Regno Unito il The Guardian valutò il film con tre stelle su cinque, spiegando come Scream 4 sia un film sul cinema horror, senza essere un vero film di paura. Secondo il quotidiano francese Le Monde con Scream 4 Wes Craven raggiunse la qualità che era mancata nel secondo e nel terzo capitolo della saga. In Italia «metacinema di gusto, intelligente» fu il commento del Corriere della Sera, mentre Il Tempo lo definì il miglior sequel della saga, spiegando come Craven sia stato ancora in grado di offrire la sicurezza di un bel film, nonostante l'aspetto retrospettivo che guarda con nostalgia agli anni in cui era ambientata la trilogia originale non sia molto convincente. In Spagna invece particolare apprezzamento è arrivato da El País, che valutò il film con quattro stelle e mezzo su cinque, elogiando il duo Craven-Williamson. Il quotidiano madrileno mise in luce come il primo quarto d'ora offra una straordinaria comicità metacinematografica, con una sorta di riflessione accademica sull'opportunità di continuare la saga, includendo un eccezionale gioco di equivoci a metà strada tra allegria e spavento, criticando il torture porn divenuto di moda negli anni di assenza di Scream dalle sale, rappresentato principalmente nella saga Saw.

## Riconoscimenti
Scream 4 nel 2011 ottenne una candidatura ai Teen Choice Awards, nella categoria miglior film horror; e due agli Scream Award, nelle categoria "miglior attrice in un film horror", grazie all'interpretazione di Neve Campbell, e "miglior cameo", grazie all'interpretazione congiunta di Kristen Bell e Anna Paquin.

## Altri media
Poco dopo l'uscita del film, è stata distribuita l'applicazione del film per iPhone e Android, consistente in diversi livelli in cui si impersona l'assassino mascherato che deve scovare e uccidere cercando di non farsi scoprire dalle forze dell'ordine.

## Sequel
Nel maggio 2020 è stata confermata la produzione di un sequel del film, che vedrà come registi Matt Bettinelli-Olpin e Tyler Gillett che sostituiranno Wes Craven, deceduto nel 2015. Kevin Williamson tornerà come produttore esecutivo mentre David Arquette e Courtney Cox hanno confermato che torneranno a recitare nel nuovo capitolo della saga. Nel settembre 2020 anche Neve Campbell ha confermato il suo ritorno come Sidney Prescott.
L'uscita del sequel, dal titolo Scream (come il primo film, pur essendo a tutti gli effetti il quinto film della saga, e non un remake), è avvenuta il 14 gennaio 2022 in Nord America e il 13 gennaio in Italia.